# Spirit (canção de Beyoncé)
"Spirit" é uma canção gravada pela cantora norte-americana Beyoncé para a trilha sonora do filme O Rei Leão (2019). Lançada em 10 de julho de 2019, foi composta e produzida por por Beyoncé, Ilya Salmanzadeh e Labrinth.

## Recepção crítica
Numa avaliação mista para a Pitchfork, a jornalista Michelle Kim escreveu: "Uma balada pop gospel, "Spirit" não parece seguir as promessas de combinação de gêneros do álbum The Gift. De modo geral, a canção não leva a nada. Produzida por Labrinth e Ilya, "Spirit" não é, necessariamente, as canções pop e emocionantes que Beyoncé explorou nos últimos tempos. Parece que ela está tentando ganhar o seu primeiro Oscar. Apenas entregue-o a ela." Em contrapartida, Sandra Gonzalez, do CNN, afirmou que "a canção demonstra o poder e as habilidades vocais de Beyoncé de forma magistral."